# The People or the Gun
The People or the Gun es el octavo álbum de estudio de la banda de punk rock estadounidense Anti-Flag. El álbum fue lanzado en junio del año 2009. 
Según la banda, este álbum es más fuerte en comparación a "The Bright Lights of America", el trabajo anterior del grupo. Para este disco, cambiaron la discográfica RCA Records por la independiente SideOneDummy Records. 
La primera canción del disco es "Sheep In Shepherd's Clothing", que ya se puede escuchar en el MySpace de la banda, y que además será su primer sencillo. Como es costumbre, la banda empezó a lanzar vídeos explicativos sobre todas las canciones de este disco, los cuales son nombrados como episodios que se pueden ver en YouTube o su Myspace.
Las preventas del disco de SideOneDummy fueron donadas a la organización Amnesty International.
El disco se filtró por internet un mes antes de ser lanzado.

## Lista de canciones
1. "Sodom, Gomorrah, Washington D.C. (Sheep in Shepherd's Clothing)"
2. "The Economy Is Suffering, Let it Die"
3. "The Gre(a)t Depression"
4. "We Are the One"
5. "You Are Fired (Take this Job, Ah, Fuck It)"
6. "This Is the First Night"
7. "No War Without Warriors (How Do You Sleep?)"
8. "When All the Lights Go Out"
9. "On Independence Day"
10. "The Old Guard"
11. "Teenage Kennedy Lobotomy" (Pista oculta)

## Personal
- Justin Sane – voz y guitarra
- Chris Barker "Chris #2" – bajo y voz
- Chris Head – guitarra
- Pat Thetic – batería